# Quasi-Park Narodowy Akiyoshidai
Quasi-Park Narodowy Akiyoshi-dai (jap. 秋吉台国定公園 Akiyoshi-dai Kokutei Kōen) – quasi-park narodowy na Honsiu (Honshū), w Japonii.
Park obejmuje tereny usytuowane w prefekturze Yamaguchi, o obszarze 45,02 km². Obejmuje on część płaskowyżu Akiyoshi-dai, 130 km² powierzchni topografii krasowych, a także ponad 400 wapiennych jaskiń, w tym najdłuższą jaskinię w Japonii, Akiyoshi-dō (także czytanie Shūhō-dō), która ma status specjalnego pomnika przyrody.
Park jest klasyfikowany jako chroniący krajobraz (kategoria Ib) według IUCN.
Obszar ten został wyznaczony jako quasi-park narodowy 1 listopada 1955. Podobnie jak wszystkie quasi-parki narodowe w Japonii, jest zarządzany przez samorząd lokalny prefektury.

## Galeria

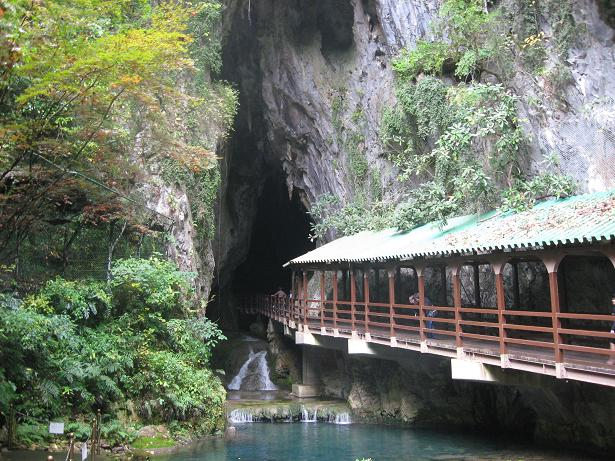
Wejście do jaskini Akiyoshi
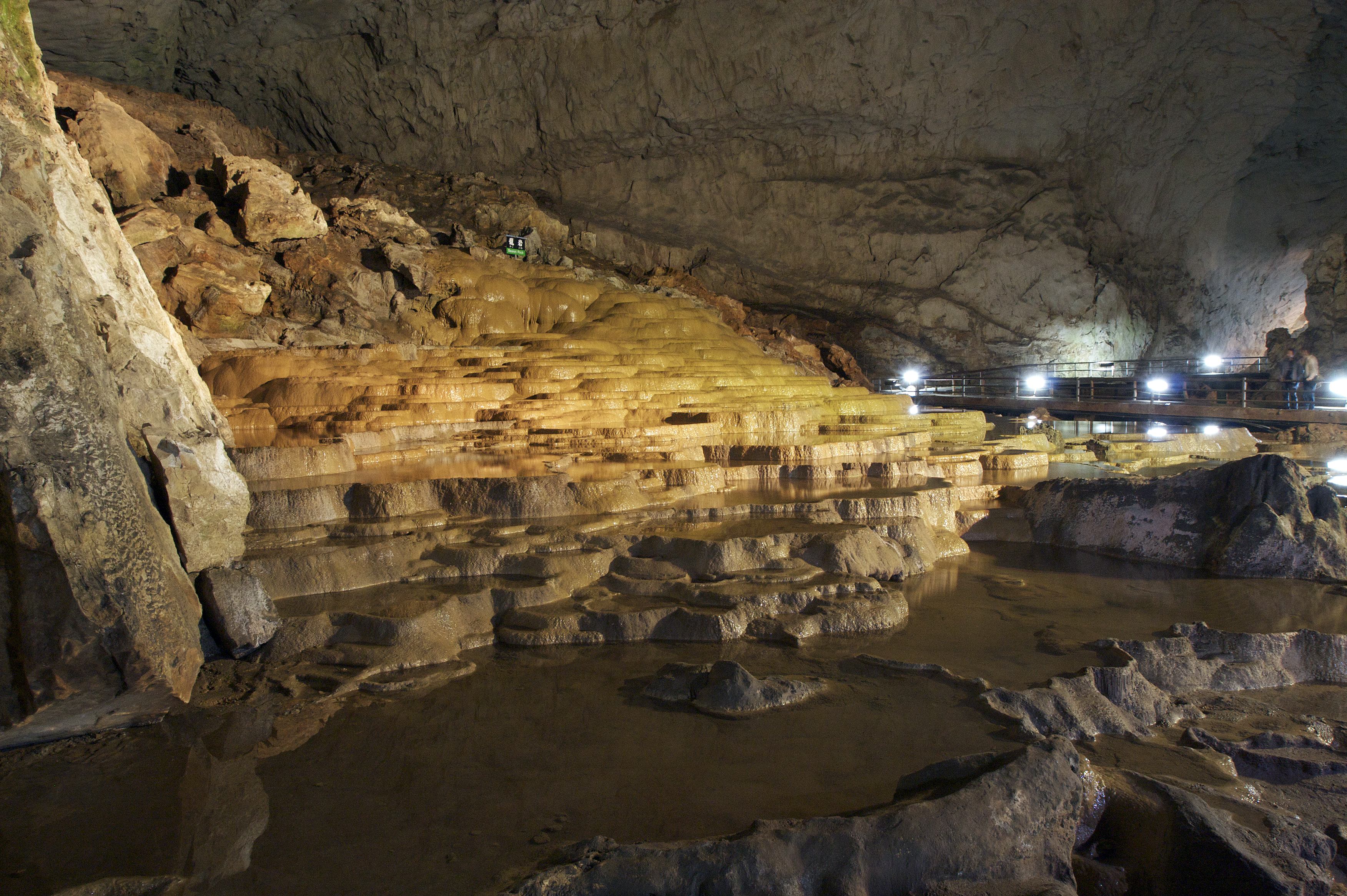
Jaskinia Akiyoshi – największa jaskinia wapienna w Azji Wschodniej